# Метакрилаты
Метакрилаты (CH2=C(CH3)COO-) — общее название сложных эфиров метакриловой кислоты или её солей. Эфиры — бесцветные жидкости, соли — кристаллические вещества. Промышленное значение имеют главным образом эфиры этилового спирта, метанола и бутанола, из которых синтезируют различные полимеры. В частности путём полимеризации метилового акрилата производят акриловое оргстекло. Также эфиры метакриловой кислоты (этиленгликольдиметакрилат, тетраэтиленгликольдиметакрилат и др.) применяют для производства клеев и фиксаторов резьбы.